# Essential Noize: The Very Best of Motörhead
Essential Noize: The Very Best of Motörhead är ett samlingsalbum från 2005 av gruppen Motörhead på Skivbolag Metro.

## Musiker
- Lemmy Kilmister (sångare / basist)
- 'Fast' Eddie Clarke ("körsång" / gitarrist)
- Phil Taylor (trummor)

## Låtlista
1. overkill -5.11
2. stay clean -2.40
3. capricorn -4.09
4. no class -2.38
5. metropolis -3.34
6. dead men tell no tales -3.03
7. stone dead forever -4.33
8. bomber -3.40
9. please don't touch (whit girlschool) -2.48
10. ace of spades -2.46
11. (we are) the road crew -3.09
12. jailbait -3.31
13. motorhead (live) -3.31
14. iron fist -2.50
15. america -2.36
16. (don't let 'em) grind ya down -3.05
17. (don't need) religion -2.40
18. shine -3.09
19. i got mine -5.21
20. killed by death -4.39